# Necròpoli de la Banditaccia
La necròpoli etrusca de la Banditaccia (en italià, necropoli della Banditaccia) es troba sobre un alteró de tuf al nord-oest de Cerveteri (província de Roma), i en les seues 400 hectàrees d'extensió es troben milers de sepultures (la part del recinte que pot visitar-se representa només deu hectàrees d'extensió i inclou prop de quatre-cents túmuls) de les més antigues del període vilanovà (s. IX ae) a les més «recents» del període etrusc (s. III ae). La necròpoli etrusca de Banditaccia, a Cerveteri, forma part del Patrimoni de la Humanitat amb núm. d'identificació 1158-001.

## Història
El seu origen rau en un nucli de tombes vilanovanes a la localitat de Cava della Pozzolana, i el nom de Banditaccia deriva del fet que des de finals del s. XIX la zona va ser bandita, això és, arrendada pels propietaris terratinents de Cerveteri a la població local. Vista la seua imponència, la necròpoli de la Banditaccia és la necròpoli antiga més extensa de tota la zona mediterrània.
Les sepultures més antigues que hi ha són les vilanovanes (del s. IX al VIII ae), i es caracteritzen per la forma de pouet, on es custodiaven les cendres del difunt, o per les fosses d'inhumació.
Del s. VII, període etrusc, hi ha dos tipus de sepultures, les de túmul i les de «dau». Aquestes darreres consistien en una llarga filera de tombes alineades regularment al llarg dels carrers sepulcrals. A la part que es pot visitar de la necròpoli de la Banditaccia n'hi ha dos d'aquest tipus de carrers, la via dei Monti Ceriti i la via dei Monti della Tolfa, que daten del s. VI ae.

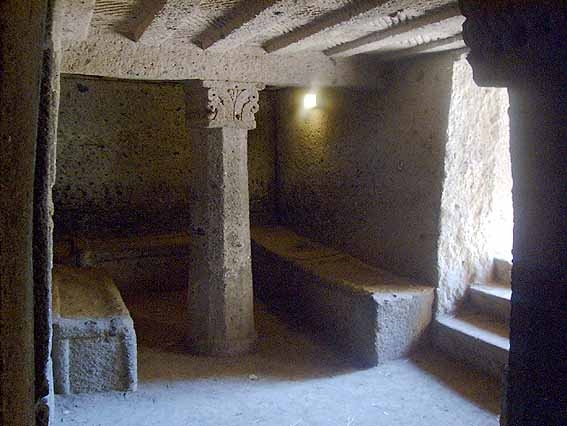
Interior de la «tomba dei Capitelli»

Les sepultures en forma de túmul es caracteritzen per una estructura de tuf de planta circular que reprodueix a dins una representació de la casa del difunt, amb corredors (dromos) per a accedir a les diverses cambres. L'abundància de detalls de l'interior d'aquestes sepultures ha permés als arqueòlegs conéixer els usos quotidians dels etruscs.

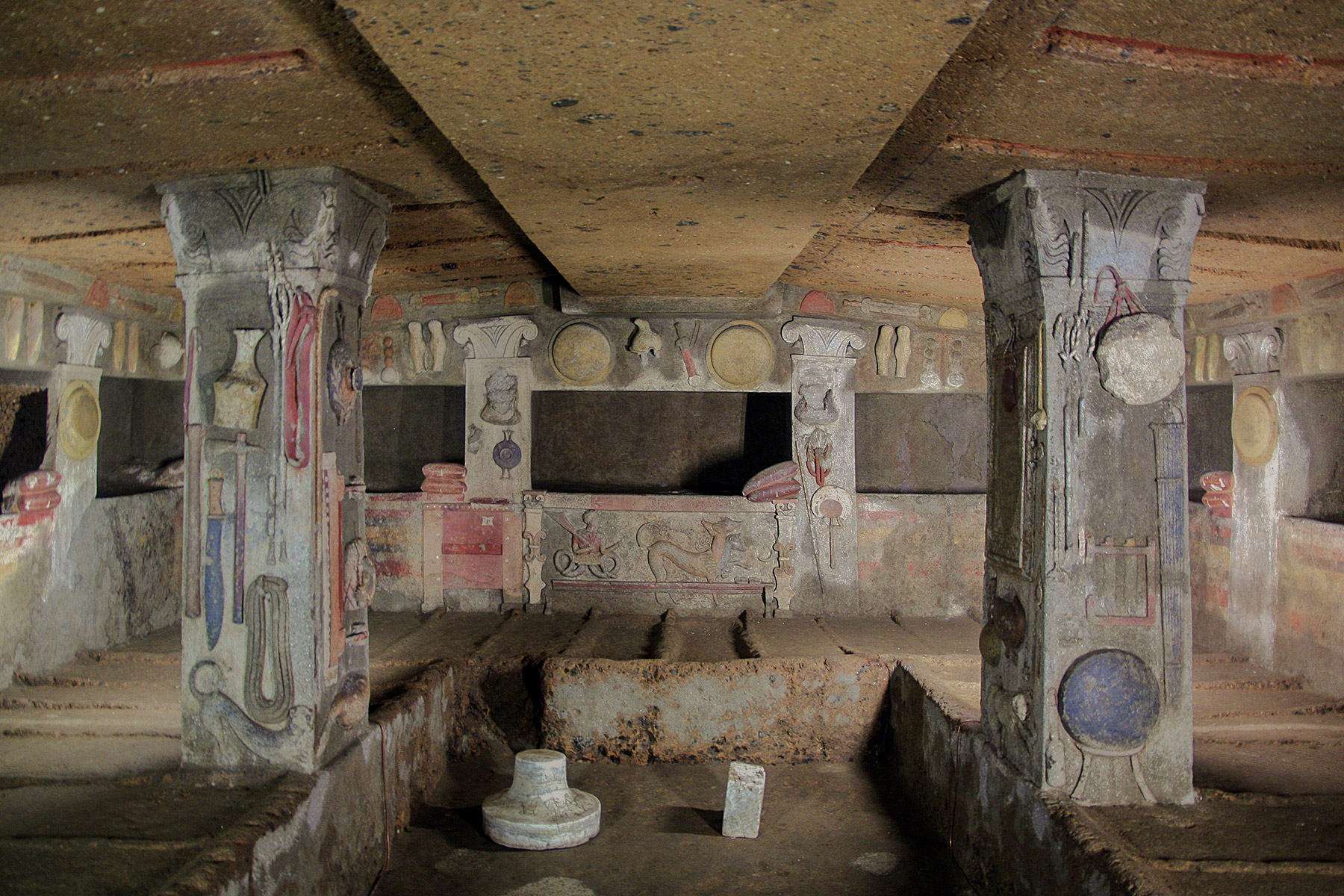
Interior de la «tomba dei Rilievi»

Referent a això, la millor sepultura resulta ser la tomba dels Relleus (tomba dei Rilievi), que data del s. IV ae i que pertanyia a la família dels Matunas, com es llegeix a les inscripcions: l'interior de la tomba s'ha mantingut en condicions particularment bones, i permet observar fins i tot els frescs de les parets i les columnes (per això, aquesta tomba és l'única de la Banditaccia que no es pot visitar -però l'interior es veu a través d'un cristall-, a causa de la particular delicadesa dels frescs).
Les sepultures més recents són les del s. III ae. Algunes d'elles es caracteritzen per la presència de cippiera, un contenidor de pedrons probablement usat per a indicar el sexe dels difunts al seu interior.
Gran part dels aixovars que es trobaren en aquesta necròpoli són al Museu Nacional Etrusc de Vila Giulia de Roma i en molts altres museus dispersos per tot el món, mentre que només una part insignificant dels passadissos fúnebres queden al jaciment i al Museu Nacional Arqueològic de Cerveteri.
Des de juliol de 2004 la necròpoli de la Banditaccia, juntament amb la dels Monterozzi de Tarquínia, forma part dels llocs Patrimoni de la Humanitat de la Unesco.

## Tombes que es poden visitar
- Tomba dei capitelli (segle VI ae)
- Tomba della capanna (segle VII ae)
- Tomba dei dolii i degli alari (segle VII ae)
- Tomba dei vasi greci (segle VI ae)
- Tomba dei Rilievi (segles IV-III ae)
- Tomba della cornice (segle VI ae)
- Tomba della casetta (segle VI ae)
- Túmul Maroi (segle VII ae)
- Túmul policrom (segle VI ae)
- Túmul Mengarelli (segle VII ae)